# Symplecta (Podoneura) bequaertiana
Symplecta (Podoneura) bequaertiana is een tweevleugelige uit de familie steltmuggen (Limoniidae). De soort komt voor in het Afrotropisch gebied.